# بيفني (إزار)
بيفني (بالفرنسية: Bévenais) هي بلدية في إقليم إزار بمنطقة أفيرن–رون ألب في جنوب شرق فرنسا.